# Dipendenza da relazioni virtuali
La dipendenza da relazioni virtuali consiste nel bisogno persistente di stabilire relazioni tramite Internet (mail, chat, social network, siti e app di incontri) che spesso pregiudica il desiderio di costruire legami concreti nel mondo reale. 
L’anonimato e la distanza fisica offerta dalle chat permettono agli individui di costruire una versione virtuale di se stessi diversa da quella reale,  in grado di incuriosire e di coinvolgere gli altri utenti. Per questo è possibile che le stesse persone che hanno difficoltà ad interagire con gli altri nella vita reale, risultando spesso goffi e insicuri, riscuotano successo nel web dove annoverano centinaia di seguaci e amici virtuali.
Altri soggetti, invece, vedono nella rete la possibilità di esplorare ed esprimere aspetti della propria personalità che vengono invece controllati e inibiti nella vita reale. 

## Segni clinici
I segni clinici della dipendenza da relazioni virtuali possono riguardare: la modalità di relazione utilizzata in Internet e l’incapacità a rinunciare o ridurre le comunicazioni virtuali e/o la notevole quantità di tempo spesa online nel mantenimento delle relazioni amicali o sentimentali. 
Si può ipotizzare una dipendenza da relazioni virtuali quando l’individuo:
1. ha provato diverse volte a controllare, limitare o sospendere le comunicazioni con i contatti virtuali senza riuscirci;
2. manifesta in rete degli indicatori di una patologia o problematica preesistente[2].